# Nagy Albert (festő)

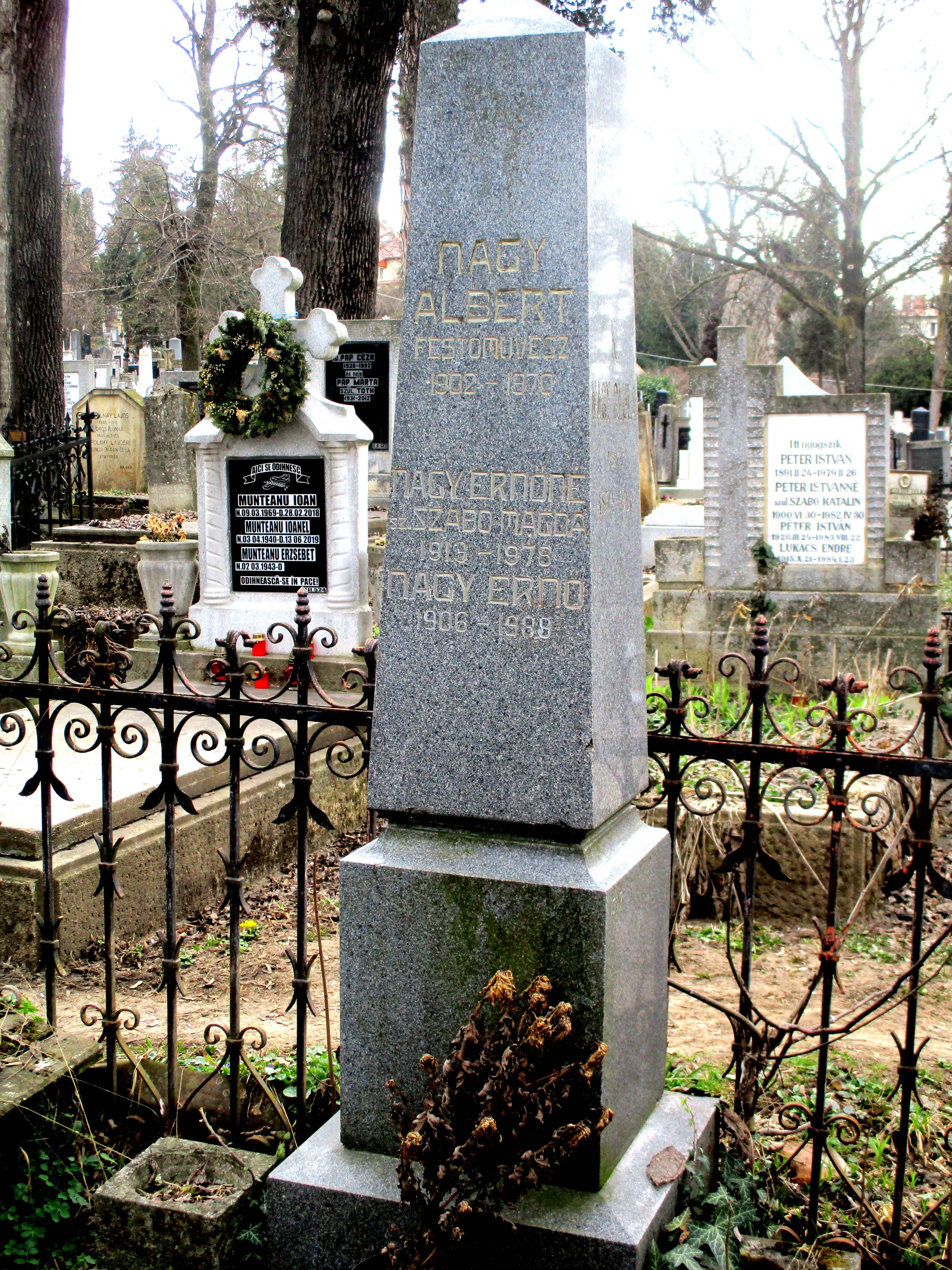
Síremléke a kolozsvári Házsongárdi temető II.a. parcellájában

Nagy Albert (Torda, 1902. október 5. – Kolozsvár, 1970. február 25.) erdélyi magyar festőművész, id. Nagy Albert fia.

## Életútja
Nagyapja Kövendi Nagy Lajos földbirtokos, édesapja Nagy Albert megyei főszámvevő. 1921-ben érettségizett a kolozsvári Unitárius Kollégiumban, ahol rajztanára nagybátyja, Nagy Gyula volt.
Eredetileg a budapesti műegyetem gépészmérnöki karára iratkozott be, de hamar pályát változtatott: Réti István és Iványi-Grünwald Béla művészeti szabadiskoláját látogatta, majd a Képzőművészeti Főiskolán Rudnay Gyula, Edvi Illés Aladár és Strobl Alajos tanítványaként végzett.
1926-ban Olaszországba költözött, ahol nagy nélkülözések közt élt. Pályáján főképpen nagynénje, Veressné és Barla gyógyszerész támogatták az olaszországi tanulmányaiban a fiatal Nagy Albertet, aki az első sikert 1932-ben mutatta fel, amikor lefestette az olasz király unokáját és a képet közölte Mussolini hivatalos lapja, az Il Popolo d'Italia. 
1932-ben részt vett a római magyar kiállításon. 1937-ben visszatért Budapestre, majd 1941-ben Kolozsvárra került, ahol öccsénél, Nagy Ernőnél lelt otthonra. Nehezen illeszkedett be az erdélyi magyar művészeti életbe, míg végre 1946-ban László Gyula fogadtatta el művészetét.
Bár 1948-ban Józsa Béla-festményével megnyerte az MNSZ munkásvértanú-pályázatának I. díját, a "formalista művészek" listájára került. Ekkor teremtette meg azonban érett műveinek letisztult, realista megalapozottságú, de elvont áttételes tartalmakat magukba sűrítő formáit, melyekben kikristályosodott az Olaszországban szerzett reneszánsz-neorealista hatások emlékének szikár, dísztelen, visszafojtott színvilága. Meditatív képeinek ez vált filozófiát teremtő formanyelvévé.
Hitt a humánumban, a művészi küldetésben, s e hitének kifejezői képei, képmetaforái (Apokalipszis, Huzat, Zúzmara, Ariadné fonala, Ludak, Pegazus).
Bartók Béla mély hagyományokban gyökerező disszonáns, a modern kor szorongásait kifejező világát érezte rokonnak (Cantata profana, Csodálatos mandarin), még ha az ötvenes évektől kezdve a mindennapok eseményeit ábrázolta is (Villamosítás, Új lakásban, Ablakmosó). A hivatalosságok lassanként kénytelenek voltak tudomásul venni szinte lopva született nagy alkotásait.
1963-ban lehetőséget kapott arra, hogy ismét bemutatkozzék egy bukaresti tárlaton. Képei ezt követően egy román vándorkiállítással eljutottak Pekingbe, Phenjanba, Ulánbátorba, Moszkvába és Leningrádba is.
A Képzőművészeti Szövetség, amely hosszú ideig tagjai sorába sem vette fel, szovjetunióbeli tanulmányútra küldte. Hazatérve 1968-ban Kolozsváron, Marosvásárhelyen és Csíkszeredában, 1969-ben pedig Nagyváradon rendezték meg gyűjteményes kiállítását.

## Művei
- Testvére, Nagy Ernő által összeállított jegyzék 236 festményt, 10 rajzot és 11 szobrot sorolt fel. E művek jelentős része közgyűjteményekbe került. Így rendelkezik a Székely Nemzeti Múzeum képtára, a székelyudvarhelyi múzeum s Kolozsváron az unitárius püspökség méltó Nagy Albert-gyűjteménnyel.
- A művész rendszerezte és gépiratos kötetekben hagyta hátra tartalmas művészetesztétikai leveleit és a művészetről való elmélkedéseit, nyilatkozatait. Ezekből Rózsikaédes! (Kolozsvár. 1975) címmel jelent meg egy kötetre való válogatás Banner Zoltán szerkesztésében.